# Большая Корневка
Больша́я Ко́рневка — деревня Мачинского сельсовета Тамалинского района Пензенской области. На 1 января 2004 года — 34 хозяйства, 62 жителя.

## География
Деревня расположена на северо-востоке Тамалинского района, на границе с Бековским районом, расстояние до центра сельсовета деревни Санниковка — 1 км, расстояние до районного центра пгт. Тамала — 28 км.

## История
По исследованиям историка — краеведа Полубоярова М. С., деревня образована капитаном Иваном Симоновичем Корнеевым (Кореневым) между 1747 и 1762 годами и называлась Корневка. В 1896 году входила в Полянскую волость Чембарского уезда, в 1930 году — Большая Корневка, центр сельсовета Чембарского района, с 1939 года передана в Тамалинский район, с 1963 года — Плетнёвского сельсовета Белинского района, в 1966 году вновь передана в Тамалинского района в составе Плетнёвского сельсовета, с 1967 года — во вновь образованном Мачинском сельсовете Тамалинского района.
В 50-х годах XX века в деревне располагалась бригада колхоза имени К. Е. Ворошилова.

## Численность населения
| год                | 1864 | 1896 | 1912      | 1926 | 1930 | 1939 | 1959 | 1979 | 1989 | 1996 | 2004 |
| ------------------ | ---- | ---- | --------- | ---- | ---- | ---- | ---- | ---- | ---- | ---- | ---- |
| количество жителей | 348  | 380  | около 484 | 393  | 342  | 195  | 161  | 166  | 78   | 61   | 62   |

## Улицы
- Большекорневская.